# Була (Німеччина)
Була (нім. Buhla) — громада в Німеччині, розташована в землі Тюрингія. Входить до складу району Айхсфельд. Складова частина об'єднання громад Айхсфельд-Віпперауе.
Площа — 8,81 км2. Населення становить 472 ос. (станом на 31 грудня 2021).

## Галерея

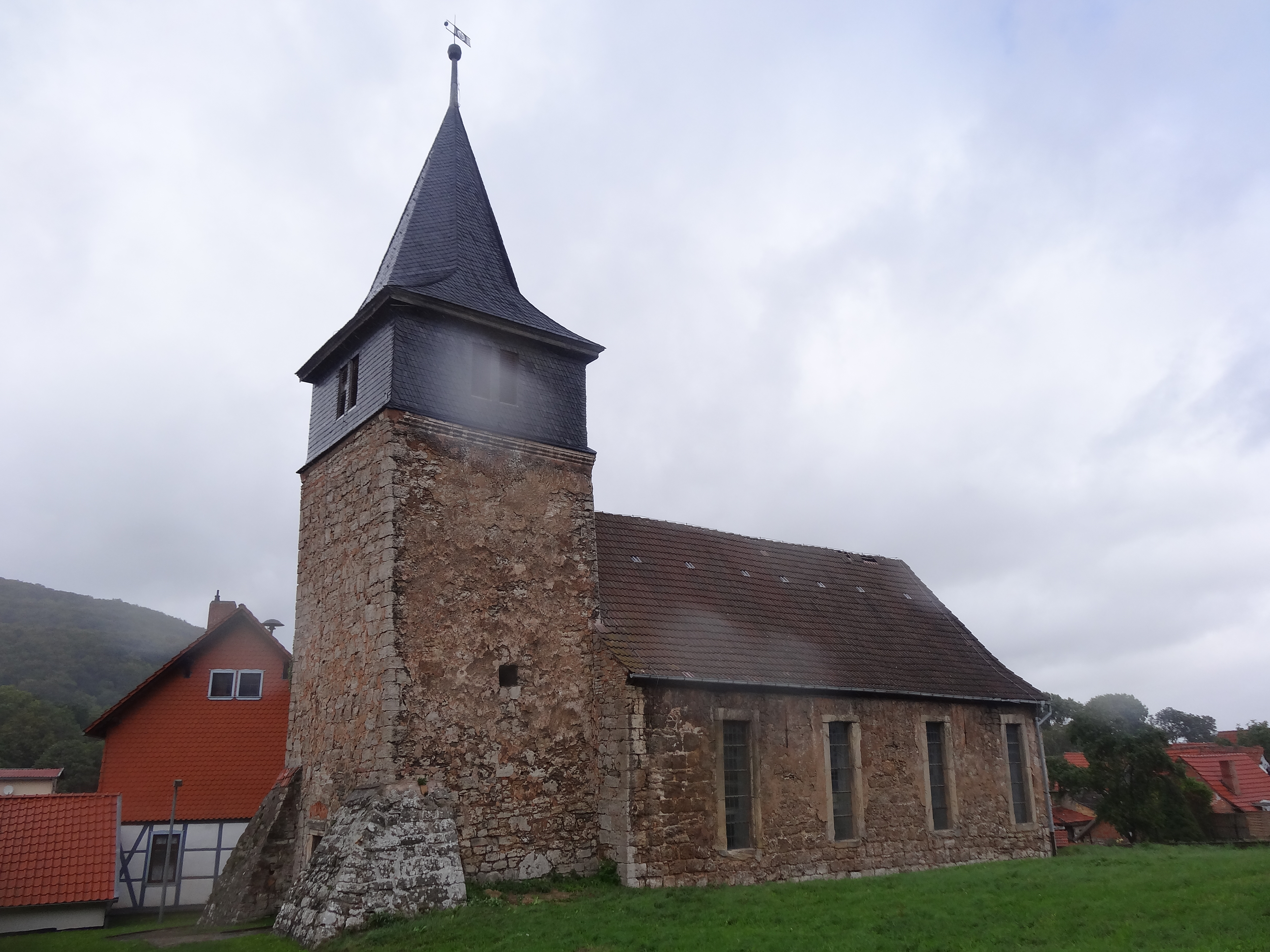